# Ladeira do Carmo e Aterrado do Braz (1862)
Ladeira do Carmo e Aterrado do Braz é uma fotografia de Militão Augusto de Azevedo, parte do Álbum Comparativo da Cidade de São Paulo 1862-1887. Retrata São Paulo em 1862, em específico a Ladeira do Carmo, a Avenida Rangel Pestana e o Aterro do Brás.

## Descrição e análise
A obra foi produzida com papel albuminado. Suas medidas são: 21 centímetros de altura e 30 centímetros de largura. Há um exemplar na Coleção Museu Paulista.
Para a realização da fotografia, Azevedo colocou-se na Ladeira do Carmo, via em direção ao Brás. A ladeira indicava à época o limite do perímetro urbano. A Várzea do Carmo aparece cheia. Um interesse do fotógrafo parece ser justamente representar as obras de aterro da várzea, ainda não tão claras em 1862. As casas registradas são simples; há pessoas em frente a elas e também indícios de circulação pela via.
Foi denotado que nesta fotografia, como em outras de Azevedo, a presença feminina dá-se no limiar entre a casa e a rua.
A imagem compõe uma dupla comparativa com Ladeira do Carmo e Aterrado do Braz (1887). A comparação permite descrever o processo de urbanização de São Paulo.